# مصطفی بالعل
مصطفی بالعل (انگلیسی: Mustafa Balel؛ زاده ۱ سپتامبر ۱۹۴۵) یک نویسنده اهل ترکیه است.

## زندگی‌نامه
مصطفی بالعل داستان‌نویس، رمان‌نویس و مترجم ترک در سال ۱۹۴۵ در شهر سیواس به دنیا آمد. دوره متوسطه را در شهر زادگاه خود به پایان برده و برای تحصیل در رشته زبان و ادبیات فرانسه وارد دانشسرای آنکارا شد. پس از اخذ مدرک لیسانس برای ادامه تحصیل به فرانسه رفته و از دانشگاه poitiers فرانسه در رشته ادبیات تطبیقی دنیا فوق لیسانس گرفت. فعالیت ادبی خود را در سال ۱۹۷۲ با معرفی کتاب و نقد ادبی در روزنامه ینی اورتام yeni ortam شروع کرد. با چاپ داستان، نقد و ترجمه‌هایش به شهرت رسید. در نوشتن دائرةالمعارف‌های مختلف همکاری نمود.
از ویژگی‌های مهم این نویسنده بیان صمیمی و عریان او در کنار استعداد بالای او در کاویدن اعماق روح انسان‌هاست که مورد توجه منتقدان قرار گرفته‌است. بالعل در رمان‌ها و داستان‌هایش سعی دارد موضوعات اجتماعی را در چارچوب روابط فرد و جامعه مطرح نماید.
http://www.taadolnewspaper.ir/بخش-اخبار-2/63862-اگر-کسی-بگوید-همه-چیز-را-می-دانم-دیگر-تمام-شده-است

## آثار تألیفی
آثار او عبارتند از:
- صخره قتلگاه گرگها (داستان ۱۹۷۴)
- گوشواره‌های گیلاس (داستان ۱۹۷۷)
- غربت در چشمانم فرورفت (داستان ۱۹۸۳)
- هلن نارنجی دوست (داستان ۱۹۹۱)
- در ستایش احمد قرانفیل (داستان ۲۰۰۵)
- چشمان سلطان اتیوپی (داستان ۲۰۱۱)
- گل گندم (رمان ۱۹۸۱)
- پنجره ای به شاخسار تاک (رمان ۱۹۸۴) این رمان با ترجمه صابر مقدمی در سال ۱۳۹۵ توسط نشر پیدایش به فارسی منتشر شد.

http://peydayesh.com/fa/Product/uProduct.aspx?ID=4fc3d5cf-1be2-42de-b9ef-47254c0e7a11
- یادداشت‌های بخارست (سفرنامه ۱۹۸۳)
- نامه‌های استانبول (روایت ۲۰۰۹)
- ما سینما داریم (رمان برای کودکان ۱۹۷۹) این رمان با نام جامه‌های سفیر و ترجمه صابر مقدمی در سال ۹۳ توسط انتشارات همشهری به فارسی منتشر شد.

https://web.archive.org/web/20170607220636/http://www.hamshahripub.ir/news-16517.aspx
- تا شنبه خیلی مانده؟ (رمان برای کودکان ۱۹۸۱)
- کفش فروشی شبانه‌روزی (داستان برای کودکان ۲۰۰۵)
- صندلی‌های مسی پدربزرگم (داستان کودکان ۲۰۱۱)
- چمبر طیار (افسانه‌های منتخب ۲۰۰۵)
- Le Transanatolien مجموعه داستان‌های نویسنده به زبان فرانسه (پاریس ۱۹۸۸)

## ترجمه
بعضی از ترجمه‌ها:
- قرقاول (مایکل تورنیه)
- قطره طلایی (مایکل تورنیه)
- ضیافت نیمه شب (مایکل تورنیه)
- چشمه یا بوته (مایکل تورنیه)
- عروسی‌های پر خشونت (یان کوئفلک)
- ماه‌های کینه و انتقام (پاسکال بروکنر)
- دزدان زیبایی (پاسکال بروکنر)
- نچایف یاغی معروف بر می‌گردد (یورگ سامپرون)
- شکارچی اسفنچ (پانائیت استراتی)
- حمام (ژان فیلیپ توسن)
- موسیو (ژان فیلیپ توسن)
- آخرین تبعید (دراگان بابیچ)
- زن نادان (مارلن آمار)
- در میان خلق (ماکسیم گورکی)
- آسیابان (استویان داسکالف)
- زیبا و حیوان (سرگئی آکساکف)
- شامگاه بر عرشه کشتی بزرگ (ترجمه اشعار آیتن موتلو به زبان فرانسه)
- چشمان استانبول (ترجمه اشعار آیتن موتلو به زبان فرانسه)،